# René de La Coste-Messelière
René Frotier de La Coste-Messelière, est un archiviste et historien français né le 4 décembre 1918 à Paris et mort le 10 mai 1996 à Saint-Pierre-de-l'Isle.

## Origines familiales et formation
Par son père, l’archéologue et helléniste Pierre de La Coste-Messelière, il descend d'une famille du Poitou qui donna à l'Église deux évêques et un sénéchal à la royauté.
Après des études à l'École des chartes, dont il sort diplômé en 1950 grâce à une thèse sur le pagus et la viguerie de Melle, il est pensionnaire de l'École des Hautes études hispaniques à Madrid de 1950 à 1952.

## Carrière et activités scientifiques
En 1952, il est nommé conservateur aux Archives nationales où il fera toute sa carrière jusqu'à sa retraite en 1983, exception faite d'un détachement au CNRS de 1960 à 1962. La même année, il rejoint  la Société des Amis de Saint Jacques de Compostelle, créée en 1950 par Jean Babelon, son premier président et un groupe d'intellectuels français hispanisants. Il en devient rapidement le secrétaire général. En 1970, il fonde le Centre d'études compostellannes, pour favoriser les recherches historiques sur le pèlerinage de  Saint-Jacques-de-Compostelle. Il est aussi à l'origine de  l'Association des Amis de Saint-Jacques-de-Compostelle en Poitou-Charente-Vendée, créée en 1975. En 1978, à la mort de Jean Babelon, il devient président de la Société.